# Heherson Álvarez
Heherson "Sonny" Álvarez y Turingan (16 de octubre de 1939 - 20 de abril de 2020) fue un político filipino. Se desempeñó como miembro de la Cámara de Representantes de Filipinas y el Senado de Filipinas. También fue Ministro (entonces Secretario) de Reforma Agraria de 1986 a 1987 y Secretario de Medio Ambiente y Recursos Naturales de 2001 a 2002. 

## Educación

Heherson Álvarez se muestra con la presidenta Gloria Macapagal Arroyo

Sonny Álvarez estudió artes liberales en la Universidad de Filipinas. También obtuvo una maestría en Economía y Administración Pública de la Universidad de Harvard. 

## Vida personal
Álvarez se casó con Cecile Guidote; la pareja tuvo dos hijos, Hexilon y Xilca. 

## Muerte
En marzo de 2020 contrajo la enfermedad COVID-19 al tiempo que con su esposa Cecile Guidote-Álvarez, ambos fueron sometidos a un tratamiento experimental de plasma terapia. El 20 de abril, murió debido a complicaciones de COVID-19 causado por el virus del SARS-CoV-2 durante la pandemia de enfermedad por coronavirus.